# Efecte Unruh
L'efecte Unruh, descobert el 1976 per Bill Unruh de la Universitat de Colúmbia Britànica, és la predicció que un observador accelerat observarà radiació del cos negre mentre que un observador inercial no n'observarà. En altres paraules, el fons apareixeria estar calent quan s'observa des d'un sistema de referència accelerat. L'estat quàntic que els observadors situats en un sistema de referència inercial veuen com a estat fonamental, és vist com un equilibri termodinàmic pels observadors accelerats uniformement. Aquesta radiació s'anomena també a vegades «radiació Fulling-Davies-Unruh».

## Presentació
Unruh demostrà que la mateixa noció de buit depèn del moviment de l'observador per l'espaitemps. Des del punt de vista de l'observador accelerat, el buit de l'observador inercial es veurà com un estat que conté moltes partícules en equilibri tèrmic: un gas calent. Encara que l'efecte Unruh pot resultar sorprenent, es pot entendre intuïtivament si el mot buit s'interpreta apropiadament, com es pot veure a continuació.
En termes moderns, el concepte de «buit» no és el mateix que «espai buit», ja que tot l'espai es considera ple de camps quantitzats que formen un univers. El buit és simplement l'estat més baix possible d'energia d'aquests camps, un concepte molt diferent del «buit clàssic» que considerava el buit com l'absència de matèria. L'energia dels estats de qualsevol camp quantitzat és definida pel hamiltonià, que es basa en condicions locals, incloent-hi la coordenada del temps. Segons la relativitat especial, dos observadors que es mouen relativament un respecte a l'altre han d'utilitzar unes coordenades temporals diferents; si aquests observadors estan accelerant, tindran un sistema de coordenades diferent del que té un observador en un sistema inercial (relativitat general). Llavors, aquests observadors veuran diferents estats quàntics i, per tant, un buit diferent.
Unruh prediu que un observador en moviment uniformement accelerat observarà una radiació del cos negre, mentre que un observador inercial no la veurà. Dit d'una altra manera, l'observador en moviment uniformement accelerat es trobarà dins d'un entorn càlid a una determinada temperatura T.
L'explicació d'aquest fenomen es troba en les fluctuacions quàntiques. Al contrari de l'efecte Casimir, les partícules virtuals no es manifesten a causa d'una modificació del camp electromagnètic; el seu origen es deu al desplaçament accelerat de l'observador. En un sistema de referència accelerat, les partícules virtuals poden semblar reals per un observador accelerat. L'efecte Unruh és un «reflex» de la radiació de Hawking que ens pot ajudar a comprendre el procés pel qual es produeix la radiació dels forats negres.

## Formulació matemàtica
La fórmula següent relaciona la temperatura T amb l'acceleració a:
{\displaystyle kT={\frac {\hbar a}{2\pi c}}}
on k és la constant de Boltzmann; {\displaystyle \hbar } és el quàntum d'acció; π és el nombre π i c és la velocitat de la llum.
El fet que la temperatura del buit, vist per una partícula accelerada per la gravitació de la Terra amb g = 9,81 m/s², és només 4×10−20 K, significa que la Terra tardarà a evaporar-se per la radiació d'Unruh molt de temps. Amb la finalitat de provar experimentalment l'efecte Unruh es preveuen usar acceleracions de fins a 1026 m/s², la qual cosa podria proporcionar una temperatura d'uns 400.000 K.
L'efecte Unruh és també la causa que el ritme de desintegració de les partícules accelerades sigui diferent del de les partícules inercials. Les partícules estables com el protó tenen un ritme de desintegració diferent de zero quan s'acceleren.